# John Millington Synge
John Millington Synge (ur. 16 kwietnia 1871, zm. 24 marca 1909) – irlandzki dramaturg, poeta i prozaik. Był jedną z czołowych postaci Irlandzkiego Odrodzenia, jednym z założycieli Abbey Theatre.
Znany jest przede wszystkim z napisania sztuki The Playboy of the Western World wystawionej w Abbey, która wywołała zamieszki w Dublinie.
Synge cierpiał na jedną z odmian raka, która wówczas była nieuleczalna. Zmarł tuż przed swoimi 38. urodzinami.
Sztuki jego wystawiane były w Polsce juz od 1913.

## Dzieła
- In the Shadow of the Glen (W cieniu doliny, Cień nad doliną) (1903)
- Riders to the Sea (Jeźdźcy od morza) (1904)
- The Well of the Saints (Studnia świętych) (1905)
- The Aran Islands (Wyspy Aran) (1907)
- The Playboy of the Western World (Kresowy Rycerz-Wesołek, Bohater naszego świata, Playboy zachodniego świata, Prowincjonalny Playboy) (1907)
- The Tinker’s Wedding (Wesele Druciarza) (1908)
- Poems and Translations (1909)
- Deirdre of the Sorrows (Deirde Boleściwa)(1910)
- In Wicklow and West Kerry (1912)
- Collected Works of John Millington Synge, 4 tomy (1962–1968):
  - Tom 1: Poems (1962),
  - Tom 2: Prose (1966),
  - Tomy 3 i 4: Plays (1968).